# Állati kiképzés
Az Állati kiképzés (eredeti címe: Animal Factory) 2000-es amerikai neo-noir film, amelyet Steve Buscemi rendezett. A főbb szerepekben Willem Dafoe, Edward Furlong és John Heard látható.
2000. január 24-én debütált az amerikai Sundance Filmfesztiválon. Magyarországon először 2005. október 1-jén volt látható a televízióban.

## Cselekmény
Ron Decker kábítószer-birtoklásért börtönbe kerül, ahol a veterán szélhámos Earl Copen a szárnyai alá veszi, és bevezeti őt saját bandájába. Copen megmenti Deckert három Puerto Ricó-itól, akik megpróbálják becsalogatni egy cellatömbbe, hogy megerőszakolják, majd jobb munkát és ételt szerez neki, sőt, még a saját cellablokkjába is áthelyezteti.
Copen segít Decker ügyében, és rámutat arra, hogy a bíró az első 90 napban módosíthatja a büntetést, ha úgy látja jónak, ezért Copen hamis jelentéseket ír az őrparancsnok asszisztenseként, és tanácsolja Deckernek, hogy maradjon távol a bajtól. Sajnos, miután egy Buck Rowan nevű rab megpróbálja megerőszakolni Deckert a mosdóban, Decker egy éles tárggyal megszúrja Rowant. Rowan aláír egy nyilatkozatot, amelyben azt állítja, hogy a verekedésért Decker és Copen a felelősek, ezért celláikat kiürítik és korlátozzák őket.
Decker ügyének fellebbezését elutasítják, és a büntetése továbbra is öt év marad. Közben Copen kideríti, hogy Rowan besúgó, és egy gyengélkedőn dolgozó rabbal tisztítófolyadékot fecskendez Rowan infúziójába. A Copen és Decker elleni eljárást ejtik, mivel az áldozat és a koronatanú meghalt.
Copen és Decker ezután megszökik a börtönből: egy kukásautóban rejtőznek el, és egy rúddal elkerülik, hogy a kompresszor összezúzza őket. Decker az egyik teherautót elindítja, de Copen a felbukkanó börtönőr miatt nem tud beugrani a teherautóba. Deckernek sikerül Costa Ricába menekülnie, Copen pedig ott marad, miután kijelenti: "Végül is ez az én börtönöm", és a Sátánt idézi John Milton Elveszett paradicsomából: "Jobb a pokolban uralkodni, mint a mennyben szolgálni".

## Szereplők
| Szerep          | Színész         | Magyar hangja       |
| --------------- | --------------- | ------------------- |
| Earl Copen      | Willem Dafoe    | Balázsi Gyula       |
| Ron Decker      | Edward Furlong  | Király Attila       |
| Vito            | Danny Trejo     | Varga Tamás         |
| James Decker    | John Heard      | Faragó András       |
| Paul Adams      | Mark Boone Jr.  | Jászai László       |
| Seeman hadnagy  | Seymour Cassel  | Dobránszky Zoltán   |
| Jan             | Mickey Rourke   | Kálloy Molnár Péter |
| Buck Rowan      | Tom Arnold      | Szinovál Gyula      |
| Buzzard         | Edward Bunker   | n.a                 |
| Johnny Handsome | Shell Galloway  | n.a                 |
| Mr Herrell      | Michael Buscemi | n.a                 |
| Jesse           | Jake Labotz     | n.a                 |
| Tank            | Mark Webber     | n.a                 |
| Psycho Mike     | Victor Pagan    | Csuha Lajos         |
| Ernie           | Vincent Laresca | Szatmári Attila     |
| A.R. Hosspack   | Steve Buscemi   | Katona Zoltán       |

## Fogadtatás

### Kritikai visszhang
Az Állati kiképzés pozitív visszhangot váltott ki a kritikusokból. A Rotten Tomatoes 83%-os minősítést adott 35 vélemény alapján, az összefoglaló szerint: „Az Állati kiképzés egy őszinte kísérlet egy humanizáló börtöndrámára, amely az alakításokkal megbicsaklik, de Buscemi ambiciózus rendezése kárpótol érte.”. Elvis Mitchell a New York Timestól azt írta: „Ez egy film az ösztönök alkalmazkodásáról, és Buscemi ügyessége jól működik ebben a kontextusban.” Ernest Hardy a Film.com-tól azt írta: „A börtönrendszer sivárságát és számtalan kegyetlenségét [a film] méltóságteljesen érzékelteti.”
A MetaCritic 65 pontot adott a 100-ból 12 értékelés alapján. Gene Seymour a Los Angeles Timestól azt írta: „A börtönélet egyik legkevésbé szenzációhajhász – és ezért nyugtalanítóan hihető – víziója, amelyet valaha nagyvásznas drámává változtattak.”

### Bevételi adatok
A Box Offie Mojo információi szerint az Állati kiképzést összesen három amerikai mozi vetítette, a szélesebb nemzetközi moziközönségről nincs információ. A költségvetés nem ismert, a három mozi bevételét a vetítés három napja alatt 43 ezer dollárra becsülte az oldal.

### Díjak és jelölések
- Stockholmi Filmfesztivál: Bronz Paripa-díj a legjobb filmnek (jelölés)